# Kory Kindle
Kory Kindle (Manchester, 28 augustus 1991) is een Amerikaans-Jamaicaans voormalig voetballer.

## Clubcarrière
Kindle werd in de tweede ronde van de MLS Supplemental Draft 2013, als vijfentwintigste, gekozen door Colorado Rapids. Op 18 februari 2014 werd bekendgemaakt dat Kindle stopte met het spelen van profvoetbal om fysiotherapeut te worden.